# Piazza Cittadella
Piazza Cittadella è uno spazio pubblico situato nell'omonimo quartiere del centro storico di Verona, appena fuori dalle mura comunali ma non distante dalla più nota piazza Bra.

## Storia
La moderna piazza ha acquisito un toponimo, Cittadella, che storicamente apparteneva ad un'area molto più ampia. Il toponimo indicava, infatti, la vasta area urbana di forma grossomodo quadrangolare delimitata: a nord dalle mura comunali, nel tratto che va dal fiume Adige fino ai portoni della Bra; a ovest dalla muraglia che si attestava in prossimità del moderno corso Porta Nuova, tra i portoni della Bra e porta Nuova; a sud dal tratto di mura scaligere (poi riadattate da veneziani e austriaci) compreso tra porta Nuova e il corso del fiume; a est dal fiume stesso.
La realizzazione del recinto militare della Cittadella venne commissionata da Gian Galeazzo Visconti nel 1387, appena conquistata la città degli Scaligeri, e già nel 1390 fu utile per offrire un punto di appoggio ai soldati viscontei durante una rivolta dei veronesi. La Cittadella venne adibita a usi militari anche dai veneziani, almeno fino a quando non venne riammodernata la cinta magistrale: così nel 1535 l'ampia area venne destinata nuovamente a usi civili, e Michele Sanmicheli, soprintendente alla fabbrica della fortezza, provvide alla demolizione della muraglia situata sul lato ovest, dove aveva ideato un nuovo asse stradale rettilineo.
Nel corso dei secoli sorsero quindi nuovi edifici che andarono a modellare la piazza, finché nel 1822 l'avvocato Gaetano Pinali, appassionato di architettura e archeologia, propose addirittura una risistemazione integrale della stessa, che prevedeva: la realizzazione di una facciata monumentale sul lato della Gran Guardia che guardava a sud verso l'Adigetto e la Cittadella; lo scavo di un invaso al centro della piazza in cui dirigere le acque dell'Adigetto; la sistemazione dell'intorno di questo specchio d'acqua a prato e alberature. Tale progetto, tuttavia, non fu attuato e la piazza rimase destinata al mercato della legna e del fieno, e poi adibita a mercato del bestiame fino alla prima guerra mondiale.
Nel secondo dopoguerra l'area della piazza cominciò ad essere utilizzata come parcheggio, fino a quando fu oggetto di un progetto complessivo di riqualificazione: nel 2010 fu inaugurato un parcheggio multipiano sotterraneo da 750 posti auto a servizio del centro storico, mentre la superficie venne per la maggior parte pedonalizzata e arricchita con vialetti pavimentati in pietra della Lessinia, aree verdi alberate, una fontana e servizi pubblici.

## Descrizione
A ovest, a dividere la piazza da corso Porta Nuova, sorge il moderno palazzo dell'Istituto Nazionale delle Assicurazioni, realizzato nel tipico stile del periodo fascista e terminato nel 1937.
Lungo il prospetto del palazzo INA si sviluppa vicolo Ghiaia dove, a pochi metri di distanza dalla piazza, si eleva la facciata romanica della ex chiesa di Santa Maria della Ghiaia, o della Ghiara, dal nome della zona che era così chiamata per via dei depositi di ghiaia e sabbia formati dalle esondazioni dell'Adigetto. La chiesa, consacrata il 17 gennaio 1302 dal vescovo Teobaldo, era originariamente di proprietà degli Umiliati, che si stabilirono in quella zona con un monastero intorno al 1162. Dopo vari passaggi di proprietà tra ordini religiosi, fu acquistata a fine Settecento dalla famiglia Grigolati, che commissionò all'architetto Adriano Cristofali la sua trasformazione ad uso privato. Di fatto abbandonata, la chiesa venne infine acquistata nel 1823 dalla famiglia Simeoni, che la fece restaurare e aprire nuovamente al culto.
Sempre Cristofali, inoltre, progettò la trasformazione dell'antico edificio conventuale degli Umiliati in un elegante palazzo, cui fu aggiunto successivamente un attico progettato da Luigi Trezza. Questo palazzo a due livelli, che è separato dalla piazza da un ampio giardino, è caratterizzato da uno scalone a due rampe situato al centro della facciata, che permette di accedere al piano rialzato, e da un piccolo balcone centrale e da una serie di tre grandi finestre al piano nobile. L'attico del Trezza è diviso in tre settori decorati da festoni floreali, ed è racchiuso tra due acroteri terminali.
Proseguendo lungo il lato settentrionale della piazza, sulla destra del palazzo del Cristofali si trovano una serie di abitazioni civili situate ad un livello più basso rispetto al resto dell'area, di cui più interessante è casa Kurmer-Reitano, che reca tracce di un affresco raffigurante la Madonna con il Bambino e San Giovannino di Michelangelo Aliprandi.

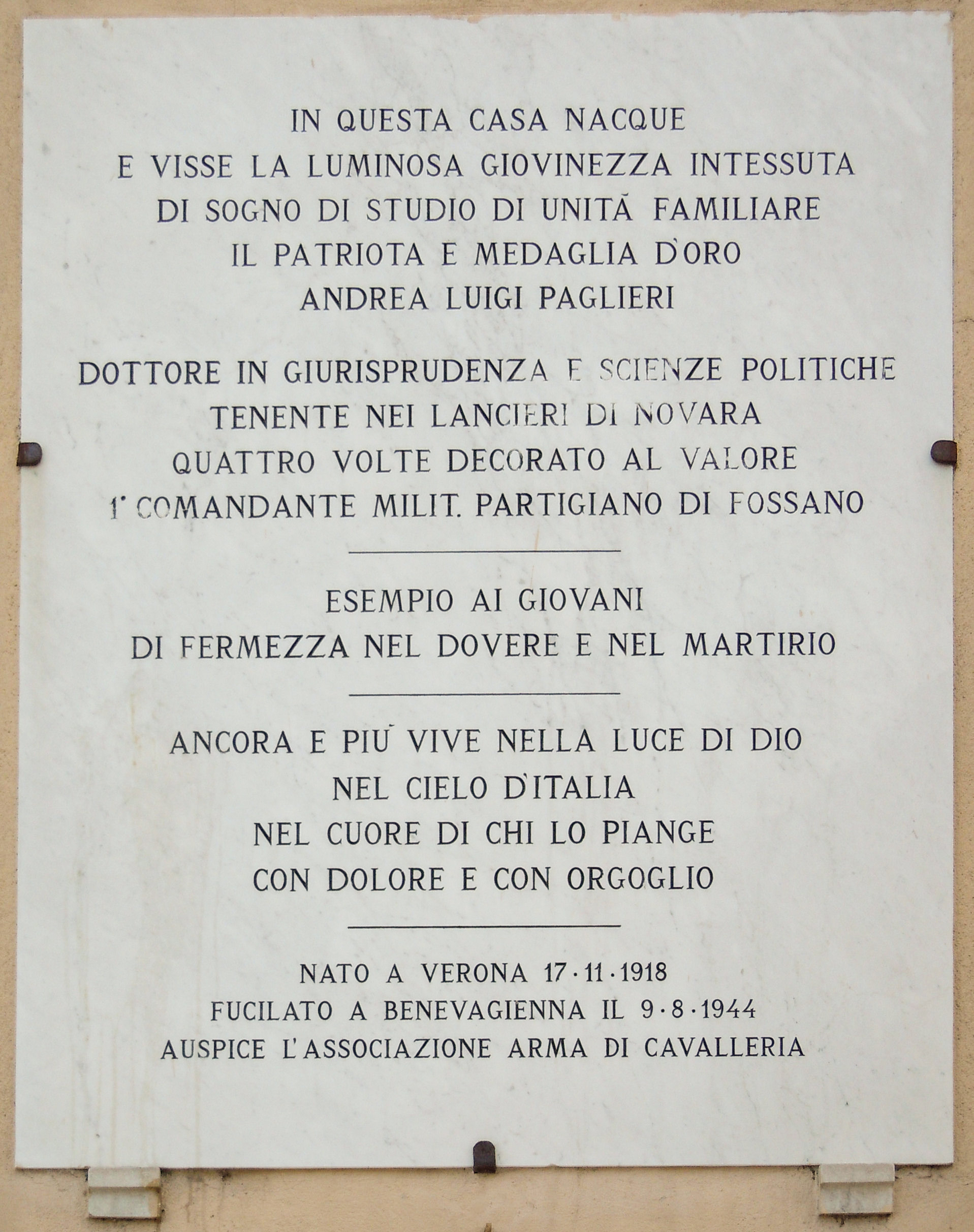
La lapide dedicata ad Andrea Luigi Paglieri, murata sulla facciata di palazzo Da Persico

Sul lato est della piazza, tra vicolo Terese e Via Caserma Ospitai Vecchio, sorge palazzo Da Persico, un edificio in stile neoclassico che ospita la sede provinciale di Confindustria. L'edificio fu l'abitazione dello storico veronese Giovanni Battista Da Persico, che fu anche podestà della città durante il noto Congresso della Santa Alleanza. La facciata si caratterizza da una iscrizione che funge da cornice marcapiano e che ricorda l'ingresso dell'esercito italiano a Verona, il 16 ottobre 1866, mentre a livello del piano terra si trova una lapide che ricorda Andrea Luigi Paglieri, Medaglia d'oro al valor militare per il suo operato durante la Resistenza.
Sul lato meridionale l'edificio più interessante è la sede dell'Istituto delle Figlie del Sacro Cuore, meglio conosciuto con il nome di Istituto Seghetti. Si tratta di una struttura religiosa che venne demaniata tramite decreto napoleonico e quindi acquistata da Gaetano Vela. Egli conferì l'incarico di trasformazione dell'edificio all'architetto Luigi Trezza, che tra il 1812 e il 1815 ne cambiò l'aspetto e lo adattò ad abitazione civile. La nuova facciata si contraddistingue da un corpo centrale bugnato e scandito da quattro colonne ioniche, tra le quali si aprono diverse finestre di cui quelle al piano terra decorate da grandi mascheroni. Il corpo è sormontato da un alto architrave che sorregge il timpano, mentre ai lati il fabbricato si sviluppa simmetricamente e presenta i due portali di accesso all'edificio.